# 異空 -IZORA-
『異空 -IZORA-』（イゾラ）は、日本のロックバンド、BUCK-TICKの23枚目のオリジナルアルバム。2023年4月12日にLingua Sounda/JVCケンウッド・ビクターエンタテインメントより発売。

## 概要
2023年リリースの第3弾。
先行シングル「太陽とイカロス」「無限 LOOP」、そして2022年に発売のオールタイム・ベスト『CATALOGUE THE BEST 35th anniv.』より「さよならシェルター」のミックス違いの3曲を含む、全14曲を収録。
販売形態は、シングル曲のMV2曲を収録したBlu-ray(完全生産限定盤A)かDVD(完全生産限定盤B)、SHM-CD1枚のみの通常盤、そしてアナログ盤2枚組とカセットテープの5形態で展開。
本作の発売に先駆け、4月8日と15日の2週にわたって、本作についてBUCK-TICKメンバーが語るインタビュー動画「BUCK-TICK 35th ANNIVERSARY SPECIAL INTERVIEW」が、YouTubeの公式アカウントより配信された。
本アルバム発売から6ヶ月後の10月19日、ボーカルの櫻井が脳幹出血のため死去。本作が彼の遺作となった。

## 記録
オリコン週間アルバムランキング(2023年04月24日付)では、初週で17,543枚を売り上げ、2位を獲得。合算ランキングでは18,643ポイントで3位にランクインした。
また、ビルボードでもHot Albumsで3位、Top Albums Salesでは17,927枚で2位を獲得した。

## 収録曲

### SHM-CD
全編曲：BUCK-TICK
1. QUANTUM I
作曲：今井寿
2. SCARECROW
作詞：櫻井敦司/作曲：今井寿
3. ワルキューレの騎行
作詞：櫻井敦司/作曲：今井寿
4. さよならシェルター destroy and regenerate-Mix
作詞：櫻井敦司/作曲：星野英彦
5. 愛のハレム
作詞：櫻井敦司/作曲：星野英彦
6. Campanella 花束を君に
作詞：櫻井敦司/作曲：今井寿
7. THE FALLING DOWN
作詞/作曲：今井寿
8. 太陽とイカロス
作詞：櫻井敦司/作曲：星野英彦
9. Boogie Woogie
作詞：櫻井敦司/作曲：今井寿
本作発売の1週間前に先行配信された[12]。
10. 無限 LOOP -IZORA-
作詞：櫻井敦司/作曲：今井寿
11. 野良猫ブルー
作詞：櫻井敦司/作曲：今井寿
12. ヒズミ
作詞：櫻井敦司/作曲：今井寿
13. 名も無きわたし
作詞：櫻井敦司/作曲：今井寿
先行シングルにはミックス違いで収録されていたが、本作にはオリジナルバージョンで収録。
14. QUANTUM II
作曲：今井寿

### レコード

#### SIDE A
1. QUANTUM I
2. SCARECROW
3. ワルキューレの騎行
4. さよならシェルター destroy and regenerate-Mix

#### SIDE B
1. 愛のハレム
2. Campanella 花束を君に
3. THE FALLING DOWN

#### SIDE C
1. 太陽とイカロス
2. Boogie Woogie
3. 無限 LOOP -IZORA-

#### SIDE D
1. 野良猫ブルー
2. ヒズミ
3. 名も無きわたし
4. QUANTUM II

### カセットテープ

#### SIDE A
1. QUANTUM I
2. SCARECROW
3. ワルキューレの騎行
4. さよならシェルター destroy and regenerate-Mix
5. 愛のハレム
6. Campanella 花束を君に
7. THE FALLING DOWN

#### SIDE B
1. 太陽とイカロス
2. Boogie Woogie
3. 無限 LOOP -IZORA-
4. 野良猫ブルー
5. ヒズミ
6. 名も無きわたし
7. QUANTUM II

## その他エピソード
THE YELLOW MONKEYのボーカルである吉井和哉は、死去した櫻井敦司への追悼とともに、本作の写真もアップし「この新作も風格を通り越して妖気すら感じる歌世界。先駆者としてこれから更なる境地へ向かわれると期待していた矢先本当に残念です」とコメントした。
また、でんぱ組.incへの楽曲提供などでも知られるシンガーソングライターの諭吉佳作/menが、Quick Japan Webのコラム企画『DtP(Dive to Passion)』にて、本作及びBUCK-TICKへの想いを語った。